# Oxygen: Exhale
Oxygen: Exhale es el octavo álbum de estudio de Thousand Foot Krutch. El álbum fue lanzado por The Fuel Music el 17 de junio de 2016. Es la contraparte del álbum OXYGEN: Inhale.
El álbum debutó en el número 34 en los US Billboard 200, vendiendo 14 000 copias.
Tres sencillos fueron publicados del álbum: "Born Again" el 11 de diciembre de 2015, "Incomplete" el 1 de febrero de 2016 y "Running with Giants" el 25 de febrero de 2016.

## Recepción de la crítica
La adjudicación del álbum de cuatro estrellas en la revista CCM, Andy Argyrakis escribe: "[suenan] más confiados y comprometidos peleando la buena batalla como nunca."

## Lista de canciones
Todas las canciones escritas y compuestas por Steve Augustine, Joel Bruyere and Trevor McNevan. 
| N.º | Título                         | Duración |  |
| 1.  | «Running with Giants»          | 4:08     |  |
| 2.  | «Incomplete»                   | 3:26     |  |
| 3.  | «Give up the Ghost»            | 4:21     |  |
| 4.  | «A Different Kind of Dynamite» | 2:58     |  |
| 5.  | «The River»                    | 3:22     |  |
| 6.  | «Push»                         | 4:20     |  |
| 7.  | «Off the Rails»                | 3:44     |  |
| 8.  | «Adrenaline»                   | 3:23     |  |
| 9.  | «Lifeline»                     | 3:38     |  |
| 10. | «Can't Stop This»              | 3:55     |  |
| 11. | «Born Again»                   | 3:33     |  |
| 12. | «Honest»                       | 4:10     |  |

## Personal
Miembros:
- Trevor McNevan - Voz, guitarra, productor.
- Joel Bruyere - Bajo
- Steve Augustine - Batería, percusión.

Personal adicional
- Aaron Sprinkle - Productor, guitarra en "Honest"
- Phil X - Guitarrista